# تام آکرمن (بازیکن بسکتبال)
تام آکرمن (انگلیسی: Tom Ackerman؛ زادهٔ) بازیکن بسکتبال اهل ایالات متحده آمریکا است.